# La Mesa (Nogales)
La Mesa es un fraccionamiento del municipio de Nogales, ubicado en el norte del estado mexicano de Sonora. El fraccionamiento es la segunda localidad más habitada del municipio, ya que según los datos del Censo de Población y Vivienda realizado en 2010 por el Instituto Nacional de Estadística y Geografía (INEGI), La Mesa tiene un total de 2996 habitantes.